# Tabaroa
Tabaroa je monotipski biljni rod mahunarki uključen u tribus Brongniartieae. Njezina jedina vrsta (T. caatingicola) je kritično ugrožena, a raste jedino na malenom području na jugozapaddu brazilske države Bahia
Rod i vrsta opisane su 2010.